# Cruz de Otón y Matilde
La Cruz de Otón y Matilde, o Primera Cruz de Matilde (en alemán: Otto-Mathilden-Kreuz) es una cruz procesional medieval de tipo gemada (cruz enjoyada) que se encuentra en el Tesoro de la catedral de Essen. Fue creada a finales del siglo X y se utilizaba en las fiestas mayores hasta hace poco. Lleva el nombre de las dos personas que aparecen en la placa esmaltada bajo el Cristo: Otón I, duque de Suabia y Baviera, y su hermana, Matilde II de Essen, abadesa de la abadía de Essen. Eran nietos del emperador Otón I y favoritos de su tío, Otón II. La cruz es uno de los objetos que demuestran la estrecha relación entre la casa real de Liudolfing y la abadía de Essen. Matilde se convirtió en abadesa de Essen en el año 973 y su hermano murió en el 982, por lo que se supone que la cruz se hizo entre esas fechas, o uno o dos años más tarde si tenía una función conmemorativa de Otón. Al igual que otros objetos de Essen realizados bajo el patrocinio de Matilde, la ubicación del taller de orfebrería es incierta, pero, además de la propia Essen, se ha sugerido a menudo Colonia, y la placa de esmalte puede haberse realizado por separado en Tréveris.

## Descripción
La cruz mide 44,5 centímetros de alto y 29,5 centímetros de ancho, con un núcleo de madera de roble. Es una cruz latina, pero los extremos de los travesaños están abocinados, una característica que se encuentra en muchas cruces gemadas otonianas. Por sus dobles crestas y triángulos, las extensiones trapezoidales se acercan mucho a las de la Cruz de Lotario de Aquisgrán, que suele datarse en torno al año 1000. El anverso de la cruz está decorado con una lámina de oro cincelada. Una cenefa en relieve recorre este lado de la cruz, con piedras preciosas engastadas en filigrana de oro y separadas por perlas. Un fino collar de perlas bordea el espacio. El color y el tamaño de las piedras de los lados opuestos coinciden, de modo que las joyas parecen deliberadamente organizadas y claras. En el extremo inferior del travesaño vertical, la placa de donación en  esmalte cloisonné representa a «Mathild Abba» y «Otto Dux», ambos sosteniendo una cruz de tipo estándar.
El cuerpo del Cristo sufriente está batido en la lámina de oro de la placa de fondo. El abdomen abultado y el torso asimétrico parecen similares al cuerpo de la Cruz de Gero de Colonia, por lo que se ha sugerido Colonia como lugar de origen de la cruz. También se ha pensado en Tréveris, ya que la placa de cloisonné de la cruz podría proceder del taller de Egberto, arzobispo de Tréveris. Es probable que en esta ciudad solamente se hiciera el esmalte y que la cruz se montara en otro lugar. La aureola de la cabeza de Cristo llega hasta el borde de la cruz, mientras que las tres piedras preciosas de la aureola acentúan todavía más la inclinación de la cabeza hacia la izquierda. Entre los pies, colocados en el suppedaneum (reposapiés), y la placa de donación, se encuentra la imagen cincelada de una serpiente, que se relaciona con la serpiente de bronce de la vida en la Biblia. Sin embargo, según otra interpretación, representa un  basilisco que se refiere al Mesías como vencedor del mal en el Libro de los Salmos 91.13: «Pisarás al león y a la cobra; pisotearás al gran león y a la serpiente». Sobre la cabeza de Cristo hay dos placas de cloisonné con una inscripción en tres líneas: IHC NA / ZARENVS / REX IVDEOR (Jesús de Nazaret, rey de los judíos); las letras IHC representan las tres primeras letras del nombre de Jesús en griego.

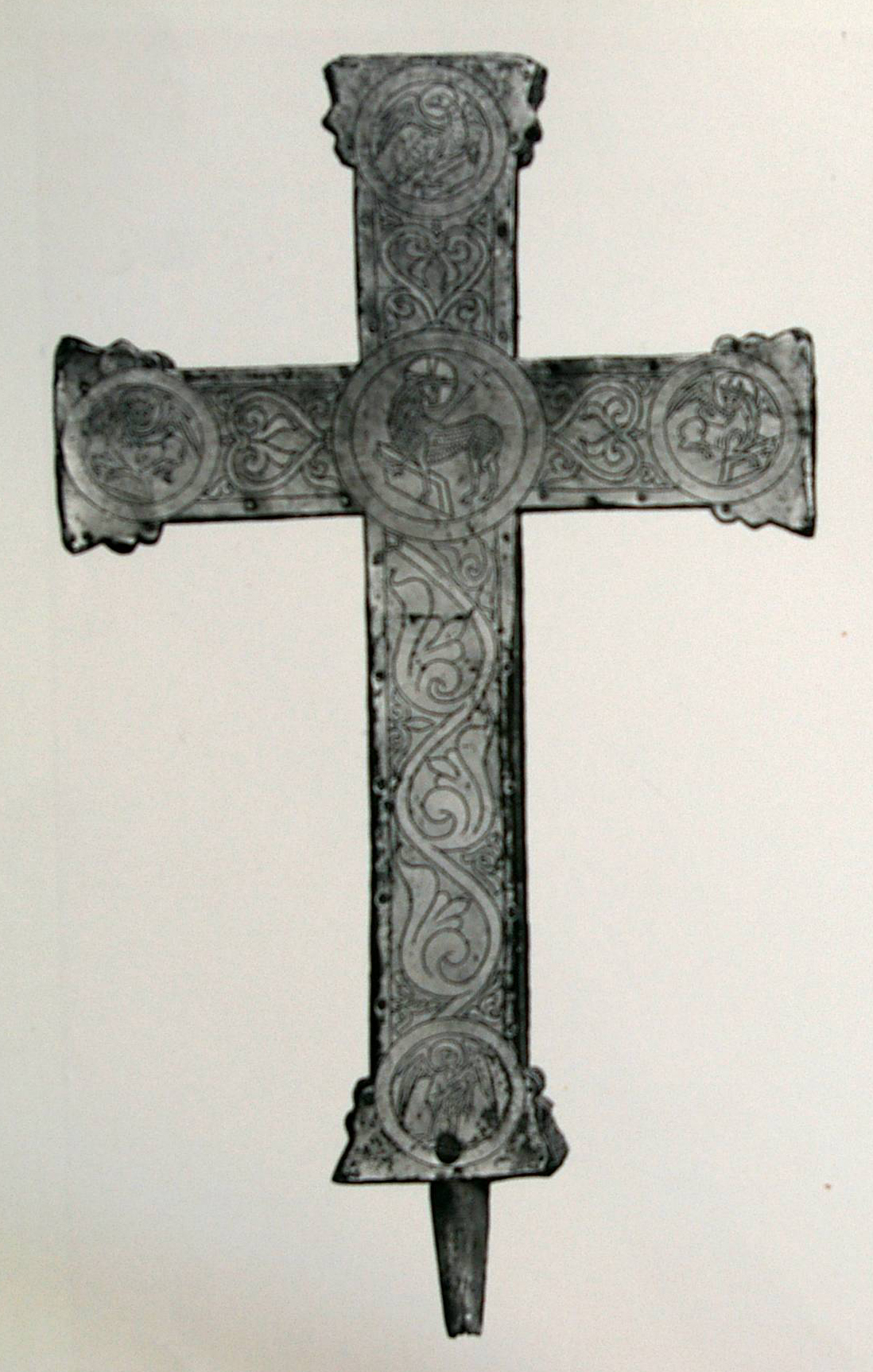
Parte posterior de la Cruz de Oto y Matilde.

## Significado iconográfico

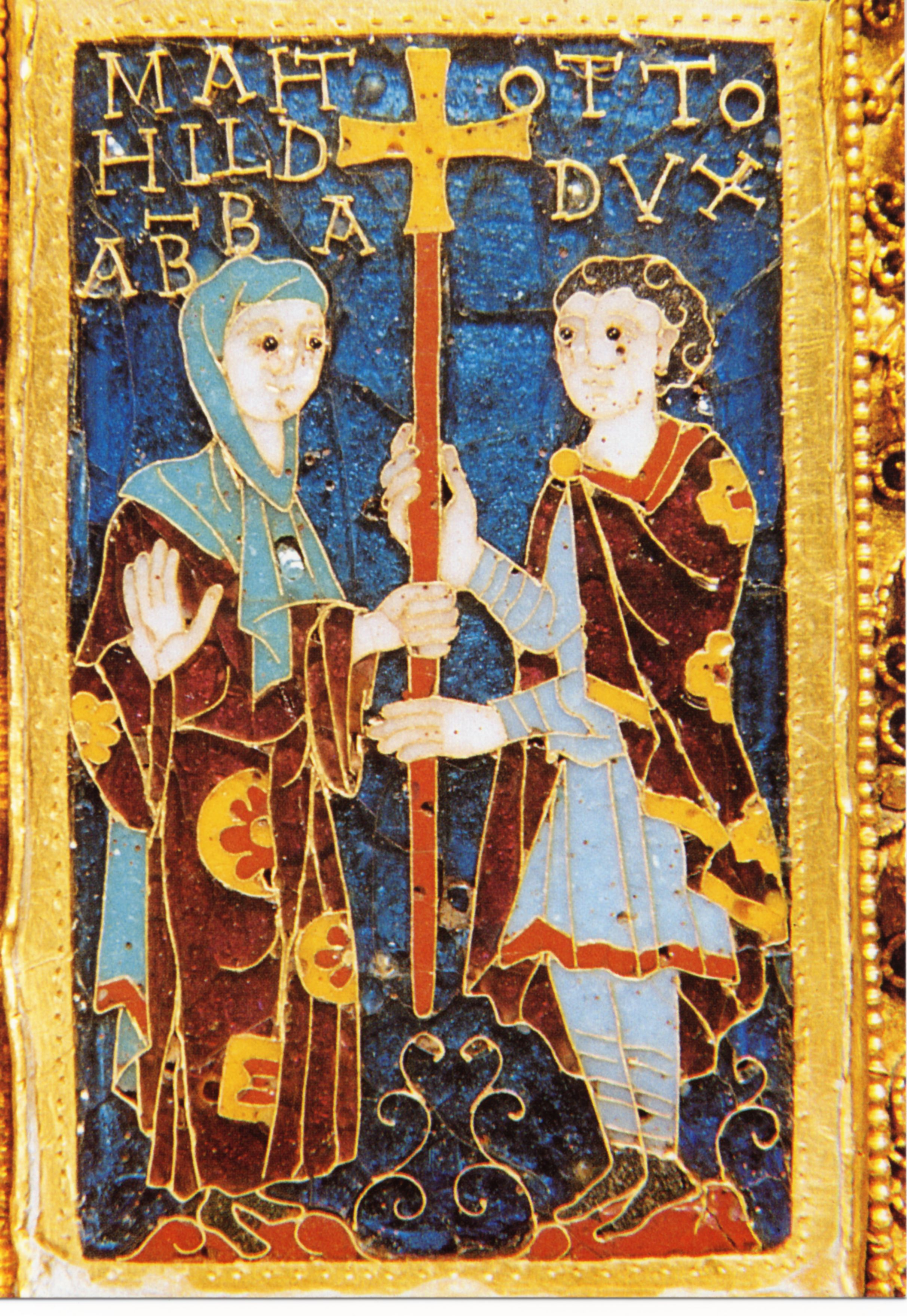
Detalle de la placa de donación de la cruz.

La clave para la interpretación y datación de la cruz es la placa de donación de la cruz, que ha permanecido inalterada desde su creación. En esta placa se representa a Otón, duque de Suabia, y a la abadesa Matilde en traje de corte. La ropa representada es probablemente seda sogdiana, que llegó al imperio franco únicamente en forma de regalos de los bizantinos 
. En el tesoro de la catedral de Essen se conserva un tejido similar para envolver las reliquias. Dado que Matilde fue abadesa en Essen a partir del año 973 y no aparece con el traje de abadesa, algunos estudiosos más recientes suponen que su representación con el traje de corte de un alto noble indica que aparece aquí como hermana del duque Otón y no en su papel de abadesa. Además, la ausencia de símbolos de un duque, como una espada o una lanza, para Otón sugiere que los hermanos son representados como miembros de la familia y no como dignatarios. Matilde recibe una cruz de su hermano, Otón sostiene la cruz con las dos manos, pero con los dedos extendidos, mientras que Matilde la agarra con el puño cerrado. Su otra mano está levantada, lo que resulta ambiguo, esto podría interpretarse como un gesto de saludo o aceptación dirigido a Otón o como un gesto de mediación que apunta hacia arriba, fuera de la imagen, hacia la crucifixión.
El retrato de los donantes, especialmente la posición de las manos de los hermanos, se interpretó anteriormente como una indicación de que Otón donó la cruz a la abadía de Essen. que su hermana supervisaba como abadesa. Pero resulta extraño que Matilde no esté representada como abadesa y que Otón esté representado sin insignias ducales. La hipótesis común, defendida por von Pothmann entre otros, de que se trataba de una donación conjunta de ambos hermanos, puede no encajar con el hecho de que la cruz representada en el retrato del donante no coincide con el aspecto de la cruz de Otón y Matilde. Este era el caso típico de los cuadros de donación medievales.
Según la literatura más reciente, la representación de la entrega de la cruz de Otón a Matilde debe considerarse simbólicamente prestando atención a la historia familiar de la dinastía Liudolfing: con la muerte del duque Otón, el 31 de octubre de 982, no hubo más descendientes varones de la reina Eadgyth, la primera esposa del emperador Otón I. Matilde, que tenía un fuerte sentido de la familia, se convirtió en directora de la casa con la muerte de éste. Como último miembro de esta rama de la familia, se comprometió especialmente a mantener la memoria de la familia de su hermano. El retrato del donante puede considerarse en este contexto, simbolizando el deseo de Matilde de mantener un legado para Otón, que no tenía hijos. Por ello, se cree que Matilde donó la cruz a la memoria de su hermano tras su muerte en la campaña italiana de Otón II en 982. La donación pudo producirse poco después de su muerte, en 983 o 984, probablemente al mismo tiempo que la donación de la Cruz triunfal de tamaño natural a la Basílica de San Pedro y San Alejandro (Aschaffenburg), en la que Otón fue enterrado. El marco pintado de esta cruz coincide con el borde de la Cruz de Otón y Matilde.

## Historia
La cruz se encuentra en Essen desde su creación, salvo algunas evacuaciones durante las guerras y otras crisis. El Inventarium reliquiarum Essendiensium del 12 de julio de 1627, el inventario más antiguo del tesoro de la Abadía, no permite una identificación segura, ya que solamente registra «dos crucifijos decorados con muchas gemas y oro, pero dorados en cobre en el reverso», descripción que coincide con las cuatro cruces procesionales del Tesoro de la catedral de Essen. Asimismo, el Liber ordinarius, que regulaba el uso litúrgico de los tesoros de la abadía, solamente menciona las cruces procesionales en términos generales. Dado que los objetos sacros donados no solían intercambiarse, se cree que la cruz perteneció a la abadía de forma ininterrumpida hasta la secularización de la misma en 1802. Durante la Guerra de los Treinta Años, la abadesa huyó con su tesoro a Colonia. En 1794, ante el avance de los franceses sobre Essen, el tesoro de la catedral fue llevado a Steele (la actual Essen-Steele) y escondido en el orfanato donado por la abadesa Francisca Christina de Sulzbach.
Al producirse la secularización, la iglesia católica de San Juan Bautista se hizo cargo de la abadía de Essen y de sus propiedades, incluida la cruz. Durante el levantamiento del Ruhr de 1920, todo el tesoro fue llevado a Hildesheim en absoluto secreto, de donde regresó en circunstancias igualmente secretas en 1925..
En la Segunda Guerra Mundial el tesoro de la catedral fue llevado primero a Warstein, luego a Albrechtsburg en Meissen y finalmente a un búnker en Siegen. Después de la guerra fue encontrada allí por las tropas estadounidenses y, junto con el resto del tesoro, la cruz pasó al museo estatal de Marburgo y, más tarde, en un punto de recogida de obras de arte en el castillo Dyck de Rheydt. De abril a octubre de 1949, el tesoro de la catedral de Essen se expuso en Bruselas y Ámsterdam y luego regresó a Essen.
Con la creación de la diócesis de Essen en 1958 y el ascenso de la catedral de Essen, la cruz pasó a ser propiedad de la diócesis.

## Significado litúrgico

### Edad Media
El uso litúgico de la Cruz de Otón y Matilde en la Edad Media difícilmente puede reconstruirse. En principio, las cruces procesionales se colocaban en el altar y se llevaban en procesiones. El lado con el cuerpo de Cristo solía señalar hacia el frente para que los participantes en la procesión siguieran a Jesús según Mateo  10,38. El Liber Ordinarius de Essen del siglo XIV, que se inspira en textos anteriores, narra varias procesiones. Es posible que una cruz procesional, también fuera comparable a la Cruz imperial de las joyas del Reich, fuera una insignia de gobierno de las abadesas de Essen.
Se transmite un papel especial por el Liber Ordinarius para la procesión de la Vigilia Pascual, que pasaba del altar de san Pedro en el ala oeste de la catedral, a través del claustro, al cementerio de los canónigos, donde se rociaban las tumbas con agua bendita, mientras que el de las monjas hicieron referencia a la salvación por la cruz en cantos antífonos. Esta peculiaridad es a la que se refiere Beuckers debido a que la Cruz de Otón y Matilde es la más antigua y más elaborada de las cuatro cruces procesionales de Essen, Tal procesión, también conocida en otros monasterios, simbolizaba la resurrección de Jesús por los difuntos que estaban incluidos en la liturgia de la Pascua de Resurrección; tenía un carácter intercesor y estaba relacionado con los rituales conmemorativos. Para la procesión de Essen, el Liber Ordinarius estipuló, en desviación de la práctica habitual, que el frente de la cruz debería estar de cara a la procesión. En el caso de la Cruz de Otón y Matilde, esto tendría como consecuencia que los hermanos representados en el retrato del donante del frente formarían parte de la procesión, por así decirlo, una hermandad en oración más allá de la muerte, lo que sería un ejemplo de la función de una conmemoración.